# Snyderidia canina
Snyderidia canina es una especie de peces marinos actinopeterigios, la única del génereo Snyderidia.

## Morfología
La longitud máxima descrita es de 26,8 cm. Con el cuerpo anguiliforme aplanadp, la dorsal aleta tiene un origen anterior al de aleta anal, ambas largas y frágiles, vejiga natatoria pequeña.

## Distribución y hábitat
Es un pez marino batipelágico, de comportamiento demersal en un rango de profundidad entre 110 y 1.762 metros. Se distribuyen por todas las áreas de clima tropical de los grandes océanos, excluyendo el este del océano Pacífico.